# Feodor (Těkučjov)
Feodor (světským jménem: Dmitrij Vasiljevič Těkučjov; 26. května 1908, Maňkovo-Kalitvenskaja – 3. dubna 1985, Pečory) byl ruský pravoslavný duchovní Ruské pravoslavné církve a biskup sanfranciský a kalifornský.

## Život
Narodil se 26. května 1908 na slobodě (územní jednotka) Maňkovo-Kalitvenskaja v Doněckém okruhu Oblasti Donského vojska (dnes v Čertkovském rajónu Rostovské oblasti).
Roku 1918 dokončil církevní farní školu ve městě Novočerkask a zde také navštěvoval střední školu.
Roku 1919 odcestoval do zahraničí, kde roku 1925 dokončil středoškolské studium na Britské škole v Erenköy (Severní Kypr). Poté nastoupil na Pravoslavný teologický institut v Paříži, kde studoval teologické disciplíny u známých profesorů jako je protojerej Sergej Nikolajevič Bulgakov, Anton Vladimirovič Kartašjov, Georgij Vasiljevič Florovskij či Kassian (Bezobrazov). Roku 1929 dokončil institut s titulem kandidáta bohosloví.
Dne 28. března 1930 byl v chrámu Sergijevského podvorje v Paříži metropolitou Jevlogijem (Georgijevským) postřižen na monacha se jménem Feodor a 30. března stejného roku byl biskupem Veniaminem (Fedčenkovem) rukopoložen na hierodiakona. Dne 25. května byl v katedrálním soboru svatého Alexandra Něvského v Paříži metropolitou Jevlogijem rukopoložen na jeromonacha a ustanoven představeným ruské pravoslavné farnosti ve francouzském městě Vichy.
Když metropolita Jevlogij roku 1931 spolu s dalšími duchovními přešel pod jurisdikci Konstantinopolského patriarchátu, Feodor zůstal věrný Ruské pravoslavné církvi a sloužil jako duchovní v podvorje Třech světitelů v Paříži. Od 9. června 1931 dočasně vykonával povinnosti duchovního pro pravoslavné v kanonické podřízenosti Moskevského patriarchátu v Nice a dalších blízkých místech.
Dne 21. září 1936 odešel z Francie do USA, kde byl ustanoven knězem Serafimovského podvorje v New Yorku a sekretářem arcibiskupa aleutského a severoamerického Veniamina (Fedčenkova), exarchy Moskevského patriarchátu v USA.
Roku 1937 byl jmenován představeným chrámu svatého Mikuláše v San Franciscu a zároveň byl povýšen na igumena. Vykonával funkci blagočinného Západní Ameriky. Roku 1943 byl převeden jako představený chrámu svatého Jiřího v Chicagu.
Dne 20. října 1943 byl Svatým synodem zvolen biskupem argentinským a vikarijním biskupem aleutské a severoamerické eparchie.
Dne 5. prosince 1943 byl metropolitou aleutským Veniaminem povýšen na archimandritu a 12. října v chrámu svatého Jiřího v Chicagu proběhla jeho biskupská chirotonie. Světiteli byli metropolita aleutský a severoamerický Veniamin, biskup americký a kanadský Dionisije (Milivojević) (Srbská pravoslavná církev) a biskup chicagský Gerasimos (Ilias) (Konstantinopolský patriarchát).
Feodor nadále pobýval v USA jelikož mu argentinské úřady nedaly souhlas ke vstupu do země. Ruští farníci, kteří v letech 1942-1945 opustily chrám Svaté Trojice, se sjednotili v chrámu svatého velikého mučedníka Jiřího Vítězného v Buenos Aires patřící pod jurisdikci antiochijského patriarchátu.
Dne 29. června 1946 byl Svatým synodem argentinský vikariát na prosbu věřících přeměněn na samostatnou eparchii v rámci Aleutského a Severoamerického exarchátu (od roku 1947 Exarchát Severní a Jižní Ameriky). Dne 7. dubna následující roku biskup Feodor dorazil do Buenos Aires. Všechny ruské farnosti byly v té době součástí Ruské pravoslavné církve v zahraničí a proto dočasně sloužil v antiochijském chrámu svatého Jiřího.
Několik dní po příjezdu biskupa Feodora se v chrámu velkého mučedníka Jiřího konalo setkání ruské komunity, která se rozhodla najít prostory a finanční prostředky pro první chrám argentinské a jihoamerické eparchie. V červnu 1947 byl zakoupen dům a přestavěn na chrám. Chrám byl vysvěcený biskupem Feodorem 10. července 1947 na počest Zvěstování přesvaté Bohorodice.
Roku 1948 požádala farní rada Zvěstování úřady o registraci ale v důsledku nepřátelských akcí „Ruské pravoslavné obce“ v březnu 1952 byla registrace zamítnuta. Ministerstvo zahraničních věcí neuznalo biskupa Feodora za zástupce Moskevského patriarchátu a v červenci 1952 musel odejít ze země. Vláda vydala dekret zakazující činnost Moskevského patriarchátu na území Argentiny a chrám Zvěstování byl dočasně uzavřen. Dne 28. září 1952 po výzvách farní rady vláda uzavření chrámu zrušila.
V červenci 1952 byl Feodor zvolen biskupem sanfranciský a kalifornským.
Biskup Feodor nedostal vízum do USA jelikož se zdál americkým úřadům podezřelý. Důvodem byla probíhající studená válka.
Dne 8. března 1956 přijel do Moskvy a byl poslán do Uspenského monastýru v Oděse. V listopadu téhož roku odešel do důchodu.
Kvůli jeho „emigrantské“ minulosti mu sovětské úřady navzdory upřímnému vlastenectví charakteristickému pro biskupa Feodora ani po jeho návratu do vlasti nedůvěřovaly a nedovolily Moskevskému patriarchátu aby Feodor vykonával svou biskupskou službu.
Roku 1957 přešel do monastýru Zesnutí přesvaté Bohorodice v Hîrbovățu v Moldavsku, roku 1961 do monastýru Nanebevstoupení Páně v Chițcani a roku 1962 do monastýru Zesnutí přesvaté Bohorodice v Căprianě.
Koncem roku 1962 mu bylo určeno místo pobytu v Pskovo-pečerském monastýru.
Roku 1985 se zdravotní stav biskupa Feodora velmi zhoršil. Zemřel 3. dubna 1985 ráno. Smuteční obřad proběhl o dva dny později a vedl jej metropolita pskovský a porchovský Ioann (Razumov).